# Arent Jan Linde
 (février 2019).
Si vous disposez d'ouvrages ou d'articles de référence ou si vous connaissez des sites web de qualité traitant du thème abordé ici, merci de compléter l'article en donnant les références utiles à sa vérifiabilité et en les liant à la section « Notes et références ».
Arent Jan Linde, né le 26 avril 1976 aux Pays-Bas,, est un acteur néerlandais.

## Filmographie

### Cinéma et téléfilms
- 2002 : Spangen (nl) : Horst
- 2002 : De enclave : Wesly
- 2004 : Erik of het klein insectenboek (nl) : Bromvlieg
- 2005 : Johan (nl) : Barry Dros
- 2006 : Spoorloos verdwenen (nl) : Le monsieur
- 2006-2007 : Lotte (nl) : Daniel Valkenburg
- 2008 : Het Schnitzelparadijs (nl) : Patrick
- 2008 : Sinterklaasjournaal (nl) : L'homme dans un magasin de jouets
- 2008 : Taxandria : Thomas
- 2008 : Wijster (nl) : Le serveur
- 2008 : Parels & Zwijnen (nl) : Kees Benfeld
- 2009 : Flikken Maastricht : Michel Martens
- 2010 : Verborgen gebreken (nl) : Jurriaan
- 2011 : Lang zal ze leven : Theo
- 2011 : Sonny Boy L'officier de sauvetage
- 2011 : VRijland (nl) : Le vendeur de vêtements
- 2011 : No Way Back : Mark
- 2012 : Dokter Deen (nl) : Kai
- 2013 : Malaika (nl) : Steve
- 2013 : Levenslied (nl) : Le policier
- 2014 : A'dam - E.V.A. (nl) : Frans van Hek
- 2014-2018 : SpangaS : Pelle Evers
- 2016 : Flikken Rotterdam (nl) : Portier
- 2016 : Op de Dijk : Dirk
- 2016 : De jacht (nl) : Le policier
- 2016 : De Zaak Menten (nl) : Rob Wouters
- 2017 : De 12 van Oldenheim (nl) : Le maître nageur
- 2018 : De Spa (nl) : Pekka Henderson